# 역계경
역계경(歷谿卿, ? ~ ?)은 고조선 시기에 활동한 조선상(朝鮮相)이다.
기원전 108년 위만조선과 한나라가 충돌하였고 전쟁이 장기화되었다. 역계경은 우거왕의 결사항전 의지에 반대하여 강화를 간언했으나 수용되지 않자 자신의 무리 2찬여 호를 이끌고 남쪽의 진국으로 망명하였다. 그 이후 그는 조선과 왕래하지 않았다는 기록이 있다.(‘위서·동이전’)